# Borić
Pour l’article homonyme, voir Boric.
Borić fut le premier ban de Bosnie. Il régna entre 1154 et 1163.

## Biographie
Borić était un seigneur féodal de Slavonie ; il appartenait à une famille puissante et possédait des terres sur les deux rives de la Save. Quand la puissance du Royaume de Hongrie s'imposa en Bosnie, il lui apporta son soutien et il devint vice-roi pour la Hongrie de cette région, avec le titre de ban.
À la fin de l'automne 1154, le ban Borić prit la tête de ses troupes et apporta son aide au paladin et ban serbe Beloš, de la dynastie serbe des Vojislavljević pour conquérir la région de Braničevo sur les Byzantins. L'empereur Manuel Ier Comnène dépêcha des troupes sur Belgrade pour traverser la Save et repousser l'armée bosniaque. Mais avec l'appui des Hongrois, les Bosniaques défirent les Byzantins, mettant fin à leur projet de briser la puissance du Royaume de Hongrie. 
En 1163, Borić fit don aux Templiers et aux Hospitaliers de domaines en Slavonie.
En 1162 et 1163, des luttes internes pour la succession à la couronne de Hongrie éclatèrent entre un candidat anti-Byzantins et le candidat pro-Byzantins Étienne IV de Hongrie, le fils du roi Géza II. Borić apporta son soutien au camp anti-byzantin, fidèle à son ancien suzerain Beloš, devenu ban de Croatie.
Mais, en 1167, Borić fournit à nouveau des troupes à l'armée hongroise pour s'opposer à l'Empire byzantin. Malgré cet appui, les Byzantins furent victorieux lors d'une bataille majeure près de Zemun et la Bosnie redevint pour un temps terre impériale.